# Turovecký potok
Turovecký potok je vodní tok v Jihočeském kraji, levostranný přítok Kozského potoka. Je dlouhý 20,5 km a plocha povodí je 67,6 km².

## Průběh toku
Potok pramení nedaleko Prasetína v nadmořské výšce cca 620 m n. m. Teče směrem na západ kolem Lejčkova a Radostovic. Za Radostovicemi přibírá Pořínský potok. U Lažan přijímá Bělou. Dále teče na Hroby a Nuzbely, tam přibírá Hrobský potok. Teče kolem Bítova, kde přibírá Záhostický potok do Turovce, tam napájí Turovecký rybník a rozděluje se na potok a stoku. Potok teče dále na sever a přibírá Novoveský potok, u Kozského Mlýna se vlévá do Kozského potoka. Stoka teče na západ, napájí Jezero a vlévá se do Kozského potoka u Kozího Hrádku.

### Větší přítoky:
- Bělá
- Hrobský potok
- Novoveský potok